# محمد بن أبي بكر بن جماعة
أبو عبد الله عز الدين محمد بن أبي بكر بن عبد العزيز بن محمد بن إبراهيم الكناني الحموي ثم المصري (ينبع 749هـ/1248م - القاهرة 819هـ/1416م) المعروف بابن جماعة، فقيه وأصولي ولغوي شافعي، أصله من حماة بالشام، ولد في ينبع على شاطئ البحر الأحمر، وانتقل إلى القاهرة، وسكنها، وتعلم على كبر، وحفظ القرآن في شهر، وجمع أشتات العلوم، وبقي في القاهرة حتى توفي فيها بالطاعون.

## حياته
ولِدَ محمد بن أبي بكر بن عبد العزيز بن محمد في ينبع على شاطئ البحر الأحمر، وتعود أصوله إلى مدينة حماه السورية، نشأ عز الدين في مسقط رأسه، وانتقل بعد بلوغه إلى القاهرة، وتتلمذ هناك على يد علمائها وشيوخها، وفي القاهرة حفظ عز الدين القرآن في شهر واحد، ثُمَّ عكف على دراسة علوم عديدة، وتتلمذ لدى كبار علماء عصره، ومنهم ابن خلدون وتاج الدين السبكي وبهاء الدين السبكي وناظر الجيش والسراج البلقيني، واستمرَّ في تحصيل العلوم حتى بلغ مرتبة رفيعة في علوم شتى، ودرس من العلوم الشرعية الفقه والحديث والتفسير، ومن علوم اللغة العربية النحو والصرف والمعاني والبيان والبديع، وتعمَّق في المنطق والفلسفة والجدل والطب والكيمياء، ويُنسب إليه قوله: «أعرف خمسة عشر علماً لا يعرف علماء عصري أسماءها». وتذكر بعض الروايات أنَّه ألَّف في كل هذه المجالات، وأنَّ تصانيفه فاقت الألف في العدد. بعد تبحُّرِه في العلوم ذاع صيته وتجاوزت شهرته مصر، واجتمع حوله عدد من الطلاب من أقطار مختلفة، وكان يُقرئ طلابه شرح ابن الناظم لألفية ابن مالك. لم يتزوج ابن جماعة ولم يؤدِ فريضة الحج، وتُوفِّي في سنة 819 من التقويم الهجري في مدينة القاهرة بعد إصابته بالطاعون.
اشتهر ابن جماعة بالفروسية والرمح والنشاب، وصناعة النفط والكيمياء، وكان يحب الدعابة والمفاكهة، ويستحسن النادرة ويخالط جميع الطبقات، لكنه يمنع غيره أن يغتاب أحداً في مجلسه ولو مزاحاً، ولم يحج، وجمعت أسماء كتبه في كراسين.
ومن كتبه: «إعانة الإنسان على أحكام السلطان» و«الأمنية في علم الفروسية» و«المثلث في اللغة» و«شرح جمع الجوامع» في أصول الفقه، و«حاشية على المغني» و«التبيين» في شرح الأربعين النووية، و«لمعة الأنوار» في التشريح، و«غاية الأماني في علم المعاني» و«الجامع» في الطب.